# Ням лебед
Немият лебед (Cygnus olor) е най-едрият представител на разред Гъскоподобни.

## Физически характеристики
Тежи между 7 и 15 кг. Дължината на тялото 150 – 170 cm, а размахът на крилете около 220 – 240 cm. Има възрастов диморфизъм и слабо изразен полов диморфизъм. При двата пола оперението е снежнобяло. Клюнът е червен, при мъжкия с голям израстък. Младите птици са светлосиви с кафеникав оттенък, бяла окраска придобиват на третата година. Клюнът е кафеникав. Шията на немия лебед е по-дебела отколкото на другите лебеди и характерна особеност е, че я държи във формата на буквата 'S', често докато плува повдига леко крилете си. Единствените звуци, които може да издава, са шипене и леко съскане. Много спокойна и смела птица, притежаваща впечатляваща сила. С удар на крилете или клюна може да убие лисица, куче или да счупи човешка ръка. Ощипванията му с човка също са много болезнени.

## Разпространение
Родината на немия лебед са Азия и Европа (включително и България), но в наши дни е успешно аклиматизиран по цял свят, Северна Америка, Южна Америка, Австралия. На много места живее редом с човека в полудиво състояние, и по този начин се компенсира намаляването му в естествената му среда на обитание. Прелетна птица, местата му за зимуване са северна Африка и Южна Азия. Връща се по местата за гнездене към март или по-рано, още със стопяването на снега. Гнезди поединично. През другите сезони се среща на ята. Обитава крайбрежните участъци на езера, язовири и големи реки, като понякога можем да го срещнем и в соленоводни басейни, включително морета, океани.

## Начин на живот и хранене
Живее по двойки, агресивна птица, неохотно съжителстваща с други видове, често опитва да удря и щипе представители, както на своя, така и на други видове в смесените ята. Храни се с растителна и животинска храна, която търси на дълбочина до метър, метър и половина. В природата живее до към 25 години, но в домашни условия възрастта, която може да достигне е много по-висока.

## Размножаване
Полова зрелост настъпва на 4 – 5 годишна възраст. Моногамна птица, като двойките често остават заедно за цял живот (оттук и легендите за лебедовата вярност). Гнезденето започва през април. По време на размножителния период се водят жестоки битки и от двата пола, често завършващи със сериозни наранявания. Снася 5 – 9 яйца с размери 120 х 80 mm (най-едрите яйца, снасяни от летяща птица). Мъти само женската в продължение на 35 дни. Мъжкият в това време е винаги в близост. Малките се излюпват достатъчно развити за да могат да се придвижват и хранят самостоятелно, започват да летят на възраст 4 – 5 месеца. Родителите защитават много активно и успешно гнездото и малките от нападения на хищници. В България единствената сериозна заплаха може да бъде вълкът, но по ред причини местообитанията им не съвпадат.

## Допълнителни сведения
На много места по света Немият лебед живее в полудиво състояние като паркова птица, и дори дивите популации често се заселват да живеят в близост до хората. Размножава се добре в домашни условия и се чувства добре в човешка близост. В България е защитен вид.
- Търсене на храна под вода
- В полет
- В полет
- Ято в полет
- Приводняване
- Гнездо
- Гнездо с яйца
- Препарирани яйца
- Женска с малки
- Женска с малки
- Родители с малки
- Млада птица